# Västindisk munksäl
Västindisk munksäl (Monachus tropicalis) är ett utdött däggdjur som levde fram till 1950-talet i Västindien.

## Kännetecken
Hannar nådde en kroppslängd på mellan 2,1 och 2,4 meter och en vikt på upp till 200 kilogram. Honor var vanligen något mindre. Ovansidan var brun med inslag av grått och undersidan var gulaktig. Bröst- och stjärtfenorna saknade hår och de främre hade väl utvecklade klor. Vid individens nacke samlades fettet ofta i tjocka hudveck. Tandformeln var I 2/1 C 1/1 P 5/5 M 0/0, alltså 18 tänder.

## Utbredning
Artens utbredningsområde sträckte sig från Mexikanska golfen i nordväst och Bahamas i nordost till Yucatánhalvön och längs Centralamerikas kustlinje till Små Antillerna. Fossil och vandrande individer är även kända från södra USA.

## Levnadssätt
Västindisk munksäl levde nästan hela livet i vattnet och den iakttogs sällan vid vattenytan. En noggrann undersökning av artens födoval saknas men det antas att den liksom andra munksälar åt främst fiskar och blötdjur som bläckfiskar.
Inte heller fortplantningssättet blev utforskat. Honor hade fyra spenar och uppsökte klippiga eller sandiga stränder före födelsen. De flesta födslar skedde troligtvis i december då flera honor som dödades under december 1910 vid Yucatánhalvön hade välutvecklade foster i kroppen. Antalet ungar per kull var oftast bara en. Livslängden uppskattades till 20 år.

## Västindisk munksäl och människor
Västindisk munksäl var ett av de första däggdjuren som Christofer Columbus iakttog när han 1494 landsteg på Hispaniola nära dagens Santo Domingo. Han nämnde sälarna i rapporten över sin andra resa och kallade dem "sjövargar". Columbus manskap fick uppdraget att döda åtta individer som mat för besättningen. Sedan dess jagades djuret fram till utrotningen av fiskare som betraktade sälen som konkurrent samt för späckets skull.
Den engelska naturforskaren Hans Sloane skrev 1707 i sina reseskildringar: "Bahamas var fyllt av sälar. Ibland hade fiskarna en fångst på 100 individer per natt". Västindisk munksäl beskrevs som lättillgänglig och oaggressiv. På grund av kommersiella fångstmetoder under det tidiga 1800-talet blev arten sällsynt fram till 1880-talet. Bara vid ögruppen Arrecifés Triángulos (Triangle Keys) vid Mexikos kustlinje fanns en större population kvar som fortfarande jagades intensivt. De sista individerna iakttogs 1952 på Serranilla Bank, som är ett litet korallrev mellan Jamaica och Honduras.
1973 startade United States Fish and Wildlife Service en flygplansexpedition i sälens förra utbredningsområde men de hittade bara en stor fiskeflotta och inga sälar. 1996 upptogs västindisk munksäl i IUCN:s röda lista som utrotad (extinct). 1997 tillfrågades 93 fiskare i Jamaica och Honduras om de hade skådat arten och 16 av dem svarade att de hade sett individer under de gångna två åren. Antagligen hade de förväxlat västindisk munksäl med klappmytsen, som under vandringar når fram till Västindien. Liknande sammanblandningar var inte ovanliga, till exempel beskrev John Edward Gray den nya arten med hjälp av en päls från västindisk munksäl och en skalle från klappmytsen.
Under fem år utförde National Oceanic and Atmospheric Administration ytterligare en genomsökning och när den slutade resultatlös, förklarades arten 2008 av den amerikanska regeringen som utdöd.
Under 1800- och 1900-talet hölls 18 individer av västindisk munksäl i fångenskap, 1910 fanns till exempel fyra i New York Aquarium. Ingen av dessa hade avkomna. I olika museer förekommer uppstoppade exemplar av arten, holotypen finns idag i British Museum. Tillsammans med västindisk munksäl dog ett kvalster ut som levde i sälens andningstrakt. Halarachne americana infekterade bara västindisk munksäl och registrerades med alla utvecklingsstadier i djurparksexemplar.
Det vetenskapliga namnet kommer från det grekiska ordet för munk (μοναχός monakhos) och epitet tropicalis syftar på utbredningsområdet i tropikerna.